# Marína (vers)
A Marína egy szlovák  romantikus vers, amely Andrej Sládkovič alkotása. A költő 1844 őszén kezdte el írni a világ leghosszabb szerelmes versét, az utolsó verssorokat 1846 nyarán fejezte be, ekkor  publikálta Pesten. Ez Sládkovič legfontosabb verse, amely eddig 46 kiadásban jelent meg 8 nyelven (szlovák, magyar, német, francia, lengyel, szerb-horvát, angol és hindi).

## Keletkezése

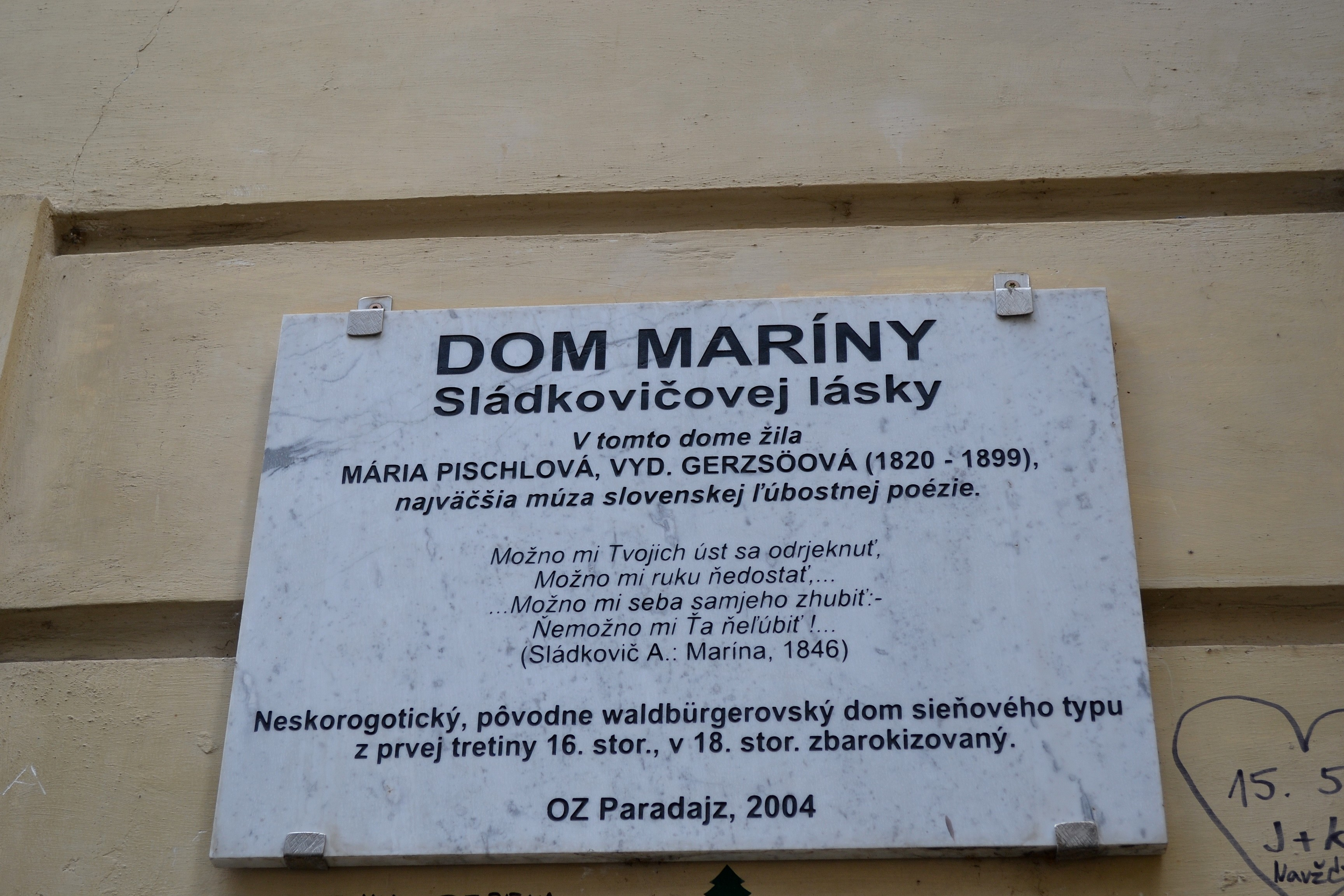
Emléktábla Marína Pischl házán versrészlettel

Andrej Sládkovič 1839 és 1840 között a Korponához közel fekvő Ledénybe, a jómódú Pischl családhoz került. A selmecbányai líceum szegény diákjaként magánórákat adott Marínának. Andrej és a 14 éves Marína egymásba szerettek.
A költő 1842–1843 között Hodrusbányán tanított, majd teológiát tanult a hallei egyetemen. 1844-ben hazatért, ekkorra azonban Marína Pischlt férjhez adták egy gazdag mézeskalács-készítőhöz. 1844 és 1846 között ennek a szerelemnek az emlékére írta meg a Marína című művét.

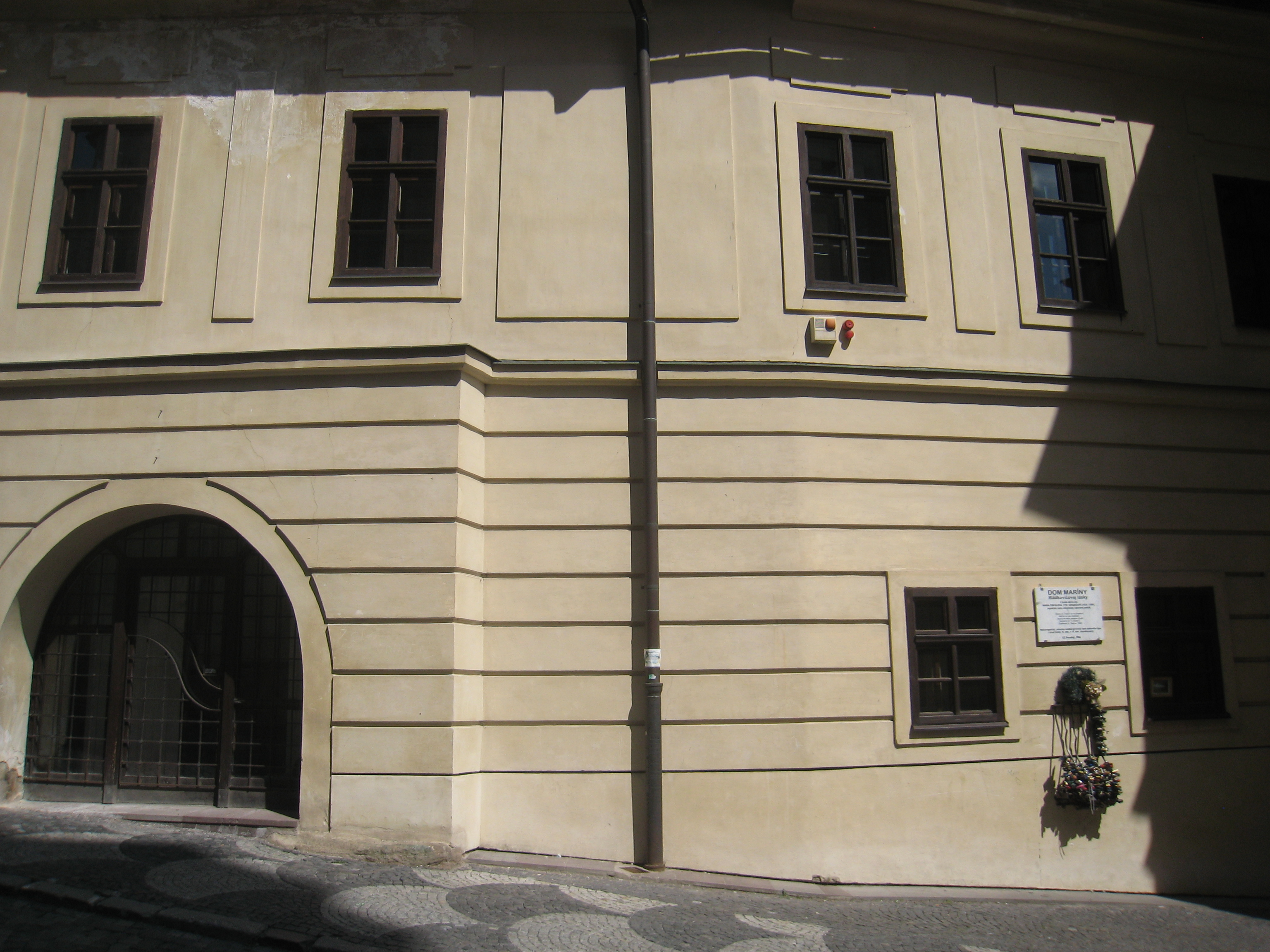
A Marína-ház Selmecbánya központjában

## Jellemzők
A mű jellemzője, hogy nem csupán a Marína iránt érzett szerelem ihlette, hanem a haza- és a nemzetszeretet is. Az alkotás szlovák földrajzi helyekre is emlékeztet, például a Szitnya hegyre, a Tátra hegységre és a Garam folyóra. A szülőföld szeretetét a Marína iránti szerelemmel társítja.
A költemény 291 versszakból és 2900 sorból áll. Eredeti kézirata a turócszentmártoni Szlovák Nemzeti Könyvtárban van elhelyezve.
A műben a szerelem (láska/ľúbosť) szó 168-szor található meg. Sládkovič a kedvese, Marína nevét 37-szer írta le a versben.

## Világrekord
A világ leghosszabb szerelmes verse. 2017-től a World Record Academy – a világrekordok hitelesítésére szolgáló legnagyobb szervezet – a verset világrekordként jegyezte be.

## Színházi feldolgozás
- 1948 – Szlovák Nemzeti Színház

## Magyarul
Kétszer fordították magyarra: Podhradszky Lajos 1888-ban és Farkas Jenő 1957-ben.
- Marina. Lyrai költemény; ford. Podhradszky Lajos; fordítói, Besztercebánya, 1888
- Sládkovič András: Detvan; ford. Goldberger Miklós; Nádosy Ny., Zólyom, 1890
- Marina / A gyetvai legény. Elbeszélő költemények; ford. Farkas Jenő, bev. Rácz Olivér; Szlovákiai Szépirodalmi Kiadó, Bratislava, 1957

## Szerelembank
Selmecbányán 2018-ban a Marína-házból zarándokhelyet alakítottak ki, a Szerelembankot a Marína és Sládkovič nonprofit szervezet alapította és működteti. A házban kialakított múzeum alagsorában elhelyeztek egy 100 ezer fiókot tartalmazó trezort, ahová a szerelmesek elzárhatják az emlékeiket.